# Lee Woo-seok
Pour les articles homonymes, voir Lee.
Dans ce nom coréen, le nom de famille, Lee, précède le nom personnel.
Lee Woo-seok (né le 7 août 1997) est un archer sud-coréen.
Il participe aux Jeux olympiques de la jeunesse d'été de 2014. Il a remporté la médaille d'or dans l'épreuve masculine.
Lee vit à Séoul et fréquente le lycée de Suncheon. Il dit que son entraîneur Kim Min-hyun est son héros et que son ambition est de devenir champion olympique.
Il participe aux Jeux olympiques d'été de 2024 à Paris et remporte la médaille de bronze lors des épreuves masculines individuelles ainsi que la médaille d'or dans l'épreuve par équipes.